# 布德 (切爾尼戈夫區)
布德（烏克蘭語：Буди）是位於烏克蘭北部切爾尼希夫州裏切爾尼希夫區的村莊，始建於1706年，面積6平方公里，海拔高度111米，2001年人口246，人口密度每平方公里41人。